# Càbala

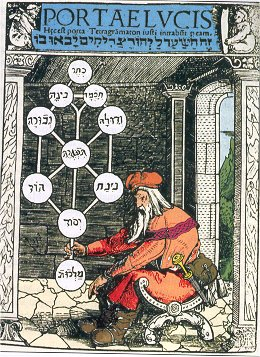
Portae Lucis ('Portes de la llum'), de Joseph ben Abraham Gikatilla (1248-1305)

La càbala (hebreu: קַבָּלָה‎) és la tradició mística del judaisme. El nom càbala prové de l'arrel hebrea q-b-l i significa 'rebre'. Les arrels primeres de la càbala es troben a la Torà, les escriptures sagrades del judaisme. A causa de la tradició oral centenària, la càbala va incorporar influències diverses, com ara gnòstiques, neoplatòniques i cristianes.
Com tots els misticismes, la càbala escapa als intents de classificació científica unívoca. Es pot considerar un coneixement esotèric, que pot aprendre's mitjançant l'estudi i també mitjançant l'experiència. Aquesta experiència iniciàtica es transmet primer per tradició oral i, posteriorment, per escrit; és per això que la relació entre el mestre i l'alumne esdevé essencial, ja que el mestre mostra a l'alumne els principis bàsics de la tradició i aquest últim aprèn el més important sobre l'ésser humà, Déu i el món. La càbala sempre tracta de la relació directa entre l'individu i Déu i la formació del seu esperit.

## Càbala jueva

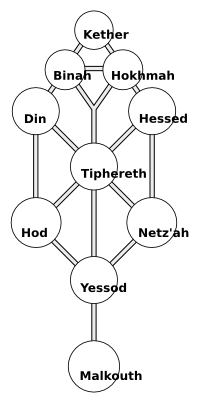
Arbre de la vida o sefirot

Els primers transmissors de la tradició cabalística sorgiren del judaisme rabínic, especialment del cercle intel·lectual del rabí Jochanan ben Sakkai i del rabí Akiba ben Josef, molt influents a la Judea del segle i dC. Els temes principals d'aquesta tradició no escrita eren especulacions sobre la descripció bíblica del Gènesi i les visions del profeta Ezequiel sobre el tron diví (Ezequiel, 1). Aquest corrent s'anomenarà posteriorment Merkaba (de l'hebreu מרכבה, 'carro').
Segles més tard, van aparèixer els primers documents escrits. Com a prova del segle i, hi ha el llibre Sefer Yezira, que es va redactar entre els segles III i VI. Conté la presentació dels 10 sefirot i de les 22 lletres de l'alfabet hebreu com els nombres originaris i les relacions en què es basa el món. Tot això es materialitza gràficament mitjançant l'arbre de la vida cabalístic.
El llibre Tómer Dèbora (La Palmera de Dèbora) fou escrit al segle xvi, a Safed, a l'Imperi Otomà. Aquesta obra del Rabí Moisès Cordovero, és una aproximació a la mística cabalista, i especula sobre com les eleccions personals tenen implicacions en el Cosmos.
A l'alta edat mitjana, els centres del moviment cabalístic eren l'hassidisme alemany de Renània (segles xii i xiii), l'escola de Girona, (segles xi a xiii) on hi havia el centre cabalístic més important d'occident i que va ser coneguda com la ciutat mare d'Israel, amb personatges tan destacats com Nahmànides o Azriel de Girona; i també l'anomenada càbala profètica a la península Ibèrica, representada per Abraham Abulafia i Gikatilla. D'aquesta tradició dels jueus sefardites, cap a finals del segle xiii, es van redactar els escrits més importants de la càbala: el Zohar (en hebreu: זהר, El llibre de l'esplendor). Hom suposa que l'autor fou el cabalista castellà Moisès de Lleó (1305), per la inclusió de fets passats amb posterioritat en la vida de Shimon bar Iojai. De tota manera, segurament en l'obra hi ha material més antic i d'altres autors.
El Zohar conté estudis i interpretacions molt amplis i varis de la Torà, relats de l'origen místic del judaisme (especialment sobre el rabí Shimmon ben Jokhai) i especulacions sobre el valor de les xifres i les lletres com a fonament del món. El Zohar s'inclou, juntament amb la Tanakh i el Talmud, en els textos més importants del judaisme.
Després de l'expulsió de Castella i de la Corona d'Aragó el 1492, la localitat de Safed a Galilea esdevingué el centre de les ensenyances cabalístiques. En fou un dels personatges més destacats Isaac Lúria (1534-1572), que va fer aportacions molt interessants en qüestions molt relacionades amb la creació del món, entre les quals destaquen la imatge de l'autocontracció de Déu per deixar lloc a la creació (Zimzum), el "trencament de les gerres" durant la creació i l'alliberament de les guspires de llum divines (shebirath hakelim), especulacions sobre l'Infinit (Ein Sof) i diverses ensenyances sobre migració de les ànimes (gilgul). L'objectiu de tots els esforços humans és reconstruir, en un procés de perfeccionament (tikkun), l'estat sagrat primer del món de l'existència divina.

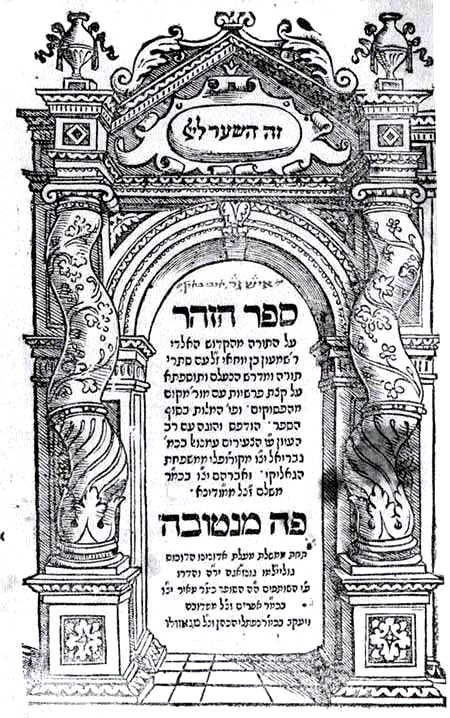
Portada de la primera edició del Zohar, Màntua, 1558

Aquests coneixements s'expliquen fil per randa en descripcions molt detallades i mitjançant imatges molt complexes i minucioses. La càbala luriànica s'entén com una ciència sobre Déu, el món i la persona com a interpretació mística d'un exili de la humanitat i de la seva salvació en l'horitzó cosmològic.
La càbala elaborada per Isaac Lúria a Safed ha tingut una gran influència sobre el judaisme. Molts elements d'aquestes ensenyances foren incorporats al hassidisme de l'est d'Europa durant els segles XVII i xviii. Gràcies a la tímida inclusió d'elements messiànics i una certa simplificació de l'arquitectura diferenciadora dels centres d'estudi, la càbala va guanyar molts adeptes en els centres hassídics dels jueus d'aquesta regió.
Yehuda Leib Halevi Ashlag, nascut a Varsòvia el 1884, va revisar sistemàticament tots els conceptes primordials de la càbala. Va escriure, entre d'altres, comentaris exhaustius sobre les escriptures bàsiques, Etz Chaim ('L'arbre de la vida') d'Isaac Luria i el Zohar, 1943. La seva obra Talmud Eser Sefirot (comentaris dels escrits de Luria) i sobretot els comentaris del Zohar van fer que es guanyés el sobrenom de Baal HaSulam, 'Senyor de l'Escala', ja que la seva obra sobre el Zohar constituïa, segons ell, "l'escala per accedir a l'àtic ple d'abundància", en referència als coneixements espirituals que es poden extreure del Zohar.
Ashlag es diferencia clarament dels primers cabalistes, que estudiaven i ensenyaven la càbala en secret. Un dels seus èxits fou la popularització de la càbala entre les masses, que als ulls d'Ashlag era imprescindible per a combatre l'egoisme creixent de la humanitat. Aquest egoisme havia de portar, segons Ashlag, a un estadi nou de buidor interior, de la qual seria impossible sortir sense ajuda de l'espiritualitat. Ashlag desenvolupà un sistema que permetia a qualsevol persona de conèixer el sentit de la seva existència i poder viure-hi d'acord, per assolir-ne així la plenitud. Ashlag va preveure que, cap al 1995, la majoria de la humanitat ja s'hauria unit a l'estudi de la càbala.
Una altra obra important relacionada amb Ashlag és el llibre Shamati, que és un compendi de converses i pensaments d'Ashlag recollits pel seu fill i deixeble Baruch Ashlag (1906-1991).
Un deixeble de Baruch Ashlag, el Dr. Michael Laitman, és un cabalista i científic del camp de la biocibernètica, i és considerat l'hereu legítim de la tradició d'Ashlag. Després de la mort del seu mestre, fundà una acadèmia cabalística anomenada Bnei Baruch ('Fills de Barukh'). En aquest centre, explica diàriament els seus coneixements, que fins i tot es retransmeten en directe a la televisió israeliana. Laitman és el fundador de l'Institut d'Investigació Ashlag i membre actiu del Club de Budapest, integrat en el Consell Mundial de la Saviesa.
El centre de Kabbalah va ser fundat en els Estats Units el 1965 com l'Institut Nacional d'Investigació de la Càbala per Philip Berg i Rav Tzvi Yehuda Brandwein, deixeble de Rabí Yehuda Ashlag. Més tard, Philip Berg i la seva dona Karen Berg van restablir l'organització en tot el món com a centre de Kabbalah. En els últims temps, el seu ensenyament d'estil New Age ha atret celebritats de totes les creences i atenció dels mitjans, tot i que l'organització està dirigida per mestres jueus ortodoxos.

## Càbala cristiana
Athanasius Kircher és el creador del terme càbala cristiana. La qüestió de si mai ha existit una càbala cristiana en el sentit d'un misticisme cabalístic amb elements cristians, encara no s'ha respost definitivament. No ha existit cap pensador cabalístic creatiu de l'estil d'Isaac Lúria, que amb la seva visió d'un Adam Kadmon creà un mite de la creació gnòstic i cabalístic propi i vital.
Tanmateix, hom pot destacar la recepció fructífera de textos cabalístics durant els inicis de l'humanisme, sobretot gràcies a Giovanni Pico della Mirandola i les seves obres Conclusiones philosophicae, kabblisticae et theologicae sive theses DCCCC, 1486, i Oratio de hominis dignitate, 1486 (aquesta última pòstuma).
Johannes Reuchlin va sintetitzar en les seves obres (De verbo mirifico, de 1494, i De arte cabalistica, de 1517) la teologia cristiana, la filosofia pitagòrica i neoplatònica i el misticisme jueu.
Agrippa von Nettesheim va escriure De Occulta Philosophia - Antwerpen, Paris und Köln, 1530-1533, un "èxit de vendes" de l'època. En l'obra explicà l'esoterisme cabalístic que impregnava el dogmatisme cristià.
Altres obres importants en són Amphitheatrum Sapientiae Aeternae Solius Verae, Hamburg: s. n., 1595 (Amfiteatre de l'única saviesa vertadera i infinita), una mescla de màgia cristiana, alquímia i càbala; la Cabbala denudata, 2 toms, 1677-1684, del pare Christian Knorr von Rosenroth, la primera gran traducció del Zohar al llatí. L'interès d'aquest teòleg, poeta i hermètic en la matèria es mostra en la traducció comentada per ell de Magia naturalis, 1680, de G. della Portas, però també en la col·laboració estreta amb l'alquimista i lingüista Johan Baptista van Helmont.

## Càbala hermètica
Els temes i les ensenyances de la càbala gaudeixen, des dels inicis del segle xx, de gran interès i atenció per part de no jueus. Tot i que al principi això només va ocórrer entre els teòlegs i alguns cercles secrets (com ara la teosofia o els Golden Dawn), l'arribada de la New Age i l'esoterisme modern han fet que es difongui entre les masses.
La frontera entre la càbala especulativa (o càbala teorètica) i la màgia (o càbala pràctica) encara oscil·la en l'hermètica oriental. Mentre que Gershom Scholem encara podia establir connexions entre la càbala jueva, la cristiana i l'alquímia en la seva obra Alquímia i càbala, a finals del segle xix els corrents hermètics es van separar. Els hermètics, però, encara relacionen l'alquímia i la càbala, aquesta última com a mitjà d'iniciació. La transmissió oral de coneixements de la Torà i els significats místics de la Torà encara són un element clau dels hermètics.
Ja la càbala dels Golden Dawn es relacionava poc amb la càbala jueva i l'hermenèutica cabalística de la Tanakh. La càbala de l'Ordo Templi Orientis d'Aleister Crowley té com a base el llibre Liber Al vel Legis, que es distancia completament de la càbala jueva. Per a la Kawwana (l'Església del nou Aeon), la càbala d'inspiració luriànica és una font de coneixements important.